# 普雷塞普特 (內布拉斯加州)
普雷塞普特（英語：Precept）是位於美國內布拉斯加州富爾納斯縣的非建制地區。

## 歷史
普雷塞普特的郵局於1877年設立，其後於1906年停運。

## 地理
普雷塞普特所處的海拔為高於海平面640米（即2100英呎），而該地所採用的時區為UTC-6，即北美中部时区（CST）。同時該地設有夏令時間，為UTC-6調快一小時，即UTC-5（CDT）。